# 谢冈
谢冈（羅馬化：Śēgāva）是印度马哈拉施特拉邦布爾塔納縣的一个城镇。总人口52418（2001年）。

## 人口
该地2001年总人口52418人，其中男性27062人，女性25356人；0—6岁人口7524人，其中男3928人，女3596人；识字率72.51%，其中男性为78.49%，女性为66.13%。